# بن دلالة (الروحا)
بن دلالة هي إحدى مشيخات المملكة المغربية، تتبع جغرافيا لإقليم زاكورة وإداريًا لالروحا. يقدر عدد سكانها بـ 216 نسمة حسب الإحصاء الرسمي للسكان والسكنى لسنة 2004.